# Dichaetomyia thapai
Dichaetomyia thapai este o specie de muște din genul Dichaetomyia, familia Muscidae, descrisă de Shinonaga în anul 1994.
Este endemică în Nepal. Conform Catalogue of Life specia Dichaetomyia thapai nu are subspecii cunoscute.